# NGC 1220
NGC 1220 је расејано звездано јато у сазвежђу Персеј које се налази на NGC листи објеката дубоког неба.
Деклинација објекта је + 53° 20' 53" а ректасцензија 3h 11m 40,6s. Привидна величина (магнитуда) објекта NGC 1220 износи 11,8. NGC 1220 је још познат и под ознакама OCL 380.